# Goldene Ehrenmünze der Landeshauptstadt München
Die Goldene Ehrenmünze der Landeshauptstadt München wird als Anerkennung für besondere und außerordentliche Leistungen um München  verliehen.
Am 9. Oktober 1928 beschloss der Münchner Stadtrat die Einführung der Goldenen Ehrenmünze an Persönlichkeiten, die sich auf kulturellem oder wirtschaftlichen Gebiet um die Stadt München verdient gemacht haben. Die Verleihung erfolgt durch Beschluss des Stadtrats.
Die Preisträger erhalten eine Medaille aus massiven Gold mit einem Durchmesser von 30,5 mm. Sie trägt auf der Vorderseite ein Portraitrelief der geehrten Persönlichkeit und auf der Rückseite die Widmung Anerkennung und Dank. Die Namen der Preisträger sind auf den Ehrentafeln im Oberen Foyer des Alten Rathauses eingetragen.

## Preisträger
- 1928: Wilhelm Filchner, Asienforscher und Schriftsteller
- 1930: Hans Pfitzner, Tonkünstler und Komponist
- 1930: James Loeb, Bankier
- 1930: Karl Ritter von Goebel, Geheimrat, Botaniker und Hochschullehrer
- 1932: Theodor Fischer, Geheimrat, Städtebaulehrer
- 1933: Siegmund von Hausegger, Geheimrat, Präsident der Münchner Akademie für Tonkunst
- 1947: Karl Vossler, Geheimrat, Rektor der Universität, Romanist
- 1949: Jonathan Zenneck, Geheimrat, Vorstand des Deutschen Museums
- 1950: Joseph Haas, Komponist
- 1953: Bernhard Borst, Ehrensenator der Technischen Hochschule Karlsruhe, Architekt
- 1953: Richard Riemerschmid, Kunstprofessor und Architekt
- 1955: Romano Guardini, Theologe, Philosoph und Hochschullehrer
- 1957: Gabriele Münter, Malerin
- 1958: Hans Knappertsbusch, Generalmusikdirektor
- 1958: Emil Preetorius, Graphiker und Bühnenbildner
- 1959: Heinz Heck, Direktor des Tierparks Hellabrunn
- 1960: Rudolf Esterer, Präsident a. D. der Staatlichen Verwaltung der Bayerischen Schlösser, Gärten und Seen
- 1961: Bernhard Bleeker, Bildhauer
- 1961: Paul Eipper, Schriftsteller
- 1963: Hans Schweikart, Schauspieler und Regisseur
- 1965: Rudolf Hartmann, Staatsintendant
- 1966: Werner Egk, Komponist
- 1966: Fritz Rieger, Generalmusikdirektor
- 1967: Fritz Kortner, Schauspieler und Regisseur
- 1970: Carl Orff, Komponist
- 1971: Werner Heisenberg, Präsident der Alexander-von-Humboldt-Stiftung
- 1973: Ernst von Siemens, Industrieller
- 1974: Erich Kästner, Schriftsteller
- 1981: Peter von Siemens, Industrieller
- 1982: Heinz Rühmann, Schauspieler
- 1982: Rolf Rodenstock, Unternehmer
- 1982: Eugen Jochum, Dirigent
- 1983: Adolf Butenandt, Biochemiker, Nobelpreisträger
- 1983: Hans-Reinhard Müller, Intendant
- 1987: Sergiu Celibidache, Generalmusikdirektor
- 1989: Siegfried Sommer, Journalist und Schriftsteller
- 1992: Günter Bialas, Komponist
- 1993: Hermann Schwarz, Unternehmer
- 1993: Eberhard von Kuenheim, Vorstandsvorsitzender der BMW AG
- 1993: Ernst Otto Fischer, Chemiker, Nobelpreisträger
- 1995: Otto Meitinger, Präsident der Technischen Universität München
- 1995: Franz Beckenbauer, Präsident des FC Bayern München
- 1997: Ludwig Bölkow, Unternehmer
- 1997: Rupprecht Geiger, Maler
- 1998: Dieter Soltmann, Unternehmer
- 2000: Ruth Drexel, Intendantin, Regisseurin, Schauspielerin
- 2003: Thomas Holtzmann, Schauspieler
- 2006: Ferdinand Schmid, Brauereidirektor a. D. und 1. Vorsitzender der Edith-Haberland-Wagner Stiftung
- 2007: Friedrich Kardinal Wetter, Erzbischof von München und Freising
- 2009: Joachim Kaiser, Musik-, Literatur- und Theaterkritiker
- 2015: Heinrich Traublinger, Ehrenpräsident der Handwerkskammer für München und Oberbayern
- 2023: Zubin Mehta, Dirigent